# Miss Alabama

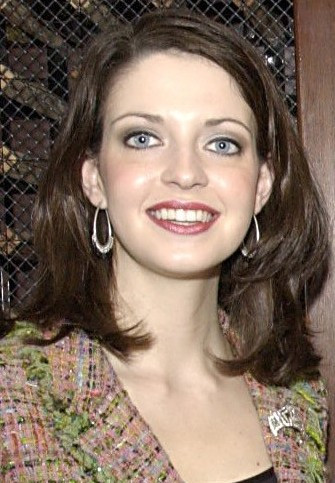
Deidre Downs, Miss America 2005/Miss Alabama 2004.

Miss Alabama, est un concours de beauté féminin, destiné aux jeunes femmes domiciliées dans l'État de l'Alabama, la gagnante est qualifiée pour l'élection de Miss America. Ne pas confondre avec le concours Miss Alabama USA, qui est qualifié pour Miss USA.

## Titres
| Année | Nom                      | Domicile      | Âge | Titre local                        | Miss America Talent                                                                     | Classement à Miss America         | Prix spéciaux Miss America                                            | |
| ----- | ------------------------ | ------------- | --- | ---------------------------------- | --------------------------------------------------------------------------------------- | --------------------------------- | --------------------------------------------------------------------- | --- |
| 2014  | Caitlin Brunell          | Tuscaloosa    | 22  | Miss Leeds Area                    | Danse sur Libérée, délivrée                                                             |                                   |                                                                       | Miss America´s Outstanding Teen 2008 |
| 2013  | Chandler Champion        | Leeds         | 20  | Miss Leeds Area                    | Jazz Ballet en pointe sur Top Secret                                                    |                                   |                                                                       | |
| 2012  | Anna Laura Bryan         | Decatur       | 22  | Miss Hoover                        | Chant sur Sempre Libera de La traviata                                                  | Top 12 (demi-finaliste)           | Gagnante du Jean Bartel Quality of Life Award                         | |
| 2011  | Courtney Porter          | Clay          | 24  | Miss Leeds Area                    | Claquettes sur I Got Rhythm                                                             | Top 12 (demi-finaliste)           |                                                                       | |
| 2010  | Ashley Davis             | Dothan        | 21  | Miss West Central Alabama          | Chant sur If I Had My Way                                                               |                                   |                                                                       | |
| 2009  | Liz Cochran              | Helena        | 20  | Miss Hoover                        | Danse sur He Lives in You                                                               |                                   | Finaliste du Quality of Life                                          | |
| 2008  | Amanda Tapley            | Birmingham    | 20  | Miss Samford University            | Piano classique                                                                         | Demi-finaliste                    | 2e dauphine du Quality of Life                                        | |
| 2007  | Jamie Langley            | Wadley        | 24  | Miss Painted Rock                  | Chant sur Listen                                                                        |                                   |                                                                       | |
| 2006  | Melinda Toole            | Birmingham    | 23  | Miss Samford University            | Chant sur Time to Say Goodbye                                                           | 4e dauphine à Miss America 2007   | Quality of Life 1st runner-up                                         | Miss Génitalité |
| 2005  | Alexa Jones              | Andalusia     | 24  | Miss Mobile                        | Ballet en pointe sur Fuego                                                              | 2e dauphine à Miss America 2006   | Quality of Life 2nd runner-up                                         | |
| 2004  | Shannon Camper*          | Gadsden       |     | Miss West Central Alabama          | Vocal                                                                                   |                                   |                                                                       | 1re dauphine à Miss Alabama 2004 |
| 2004  | Deidre Downs             | Birmingham    | 24  | Miss Leeds Area                    | Chant sur I'm Afraid This Must Be Love                                                  | Gagnante de Miss America 2005     | Quality of Life Award                                                 | |
| 2003  | Catherine Crosby         | Brewton       | 23  | Miss Homewood Area                 | Flûte sur Riverdance                                                                    | Demi-finaliste                    | Quality of Life award ; Active International For Business & Marketing | |
| 2002  | Scarlotte Deupree        | Birmingham    | 22  | Miss Camellia                      | Chant sur Holding Out for a Hero                                                        | 1re dauphine à Miss America 2003  | 1re dauphine du Quality of Life award                                 | |
| 2001  | Kelly Jones              | Birmingham    | 24  | Miss Homewood Area                 | Piano classique sur Ballade nº 1 (Chopin)                                               |                                   |                                                                       | |
| 2000  | Jana Sanderson           | Gadsden       | 21  | Miss Samford University            | Chant sur I'm a Woman                                                                   | Demi-finaliste                    |                                                                       | |
| 1999  | Julie Smith              | Birmingham    | 23  | Miss Chattahoochee Valley          | Marimba medley Flight of the Bumblebee & Csárdás                                        | Demi-finaliste                    |                                                                       | Elle et ses deux sœurs jumelles cadettes, Jill et Jennifer, ont concouru à Miss Alabama 1997, la première fois que trois sœurs concurrent  |
| 1998  | Ashley Halfman           | Birmingham    | 23  | Miss Cullman Area                  | Ballet en pointe sur Everybody Says Don't                                               |                                   |                                                                       | Ancienne Alabama's Junior Miss 1993 |
| 1997  | Beth Stomps              | Mobile        | 20  | Miss Alabama Music Hall of Fame    | Chant sur Love Changes Everything de Aspects of Love                                    |                                   |                                                                       | |
| 1996  | Alison McCreary          | Florence      | 22  | Miss Samford University            | Chant sur How Great Thou Art                                                            | 3e dauphine                       | Quality of Life award                                                 | |
| 1995  | Leigh Sherer             | Jasper        | 22  | Miss Walker County                 | Chant/piano sur Medley from Carmen                                                      | Demi-finaliste                    |                                                                       | Coordinatrice actuelle du Mu Alpha Sigma Alumni (Former State and Local Contestants) au concours Miss Alabama sous le nom de Leigh Seirafi |
| 1994  | Amie Beth Dickinson*     |               |     | Miss Samford University            |                                                                                         |                                   |                                                                       | |
| 1994  | Heather Whitestone       | Birmingham    | 21  | Miss Cullman Area                  | Ballet en pointe sur Via Dolorosa                                                       | Gagnante de Miss America 1995     | Preliminary swimsuit award; Preliminary Talent Award                  | First deaf Miss Alabama and Miss America                                                                                                   |
| 1993  | Kalyn Chapman            | Mobile        | 22  | Miss Leeds Area                    | Dance moderne sur The River                                                             | Demi-finaliste                    |                                                                       | Première concurrente afro-américaine à devenir Miss Alabama.                                                                               |
| 1992  | Kim Wimmer               | Mobile        | 21  | Miss Point Mallard                 | Chant sur Hold On de The Secret Garden                                                  | Gagnante du Quality of Life Award |                                                                       | Ancienne Alabama's Junior Miss 1989 |
| 1991  | Wendy Neuendorf          | Birmingham    | 22  | Miss Auburn University             | Chanson comédie sur They Can't Take That Away From Me                                   |                                   |                                                                       | Ancienne Miss Georgia Teen USA 1986 |
| 1990  | Resha Riggins            | Trussville    | 24  | Miss Alabama Music Hall of Fame    | Chant sur Cry                                                                           |                                   | Nonfinalist Interview Award                                           | |
| 1989  | Julie Coons              | Birmingham    | 20  |                                    | Chant                                                                                   |                                   |                                                                       | |
| 1988  | Jenny Jackson            | Auburn        | 21  | Miss Auburn University             | Piano classique sur Warsaw Concerto                                                     | 4e dauphine à Miss America 1989.  |                                                                       | |
| 1987  | Kym Williams             | Birmingham    | 22  | Miss All-American Bowl             | Chant sur If We Only Have Love                                                          |                                   |                                                                       | |
| 1987  | Julie Hitt               |               |     |                                    |                                                                                         |                                   |                                                                       | Disqualifiée car incapable de remplir les conditions du titre, et a tenté de mettre un terme à sa vie et à sa carrière                     |
| 1986  | Angela Callahan          | Birmingham    | 20  | Miss All-American Bowl             | Piano sur The Windmills of Your Mind                                                    | Demi-finaliste                    |                                                                       | |
| 1985  | Angela Tower             | Birmingham    | 25  | Miss Jefferson County              | Ballet en pointe, Les Chariots de feu                                                   | 4e dauphine à Miss America 1986   | Preliminary Swimsuit Award                                            | En tournée avec la 1986 Miss America Gillette Show Troupe.                                                                                 |
| 1984  | Tammy Little             | Section       | 23  | Miss Hoover Area                   | Chant sur Hit Me With a Hot Note de Sophisticated Ladies                                |                                   | Nonfinalist Talent Award                                              | |
| 1983  | Pam Battles              | Muscle Shoals | 21  | Miss Dixie                         | Piano solo sur Gershwin Medley                                                          | 2e dauphine à Miss America 1984   |                                                                       | |
| 1982  | Yolanda Fernandez        | Troy          | 19  | Miss Troy State University         | Piano classique sur Fantaisie-Impromptu                                                 | 3e dauphine                       |                                                                       | Former Florida's Junior Miss 1980 ; reporter sur WFLA-TV Channel 8                                                                         |
| 1981  | Phoebe Stone             | Huntsville    | 22  | Miss Eastwood                      | Ballet sur Mame                                                                         |                                   |                                                                       | En tournée avec la Miss America USO Troupe                                                                                                 |
| 1980  | Paige Phillips           | Leeds         | 17  | Miss Leeds Area                    | Chant/double ventriloquisme sur Rock-a-Bye Your Baby with a Dixie Melody, Swanee & Mame | 1re dauphine                      | Preliminary Talent Award                                              | En tournée avec la Miss America USO Troupe.                                                                                                |
| 1979  | Kathy Pickett            | Mulga         | 26  | Miss Birmingham                    | Chant sur Sempre Libera de La traviata                                                  |                                   | Non Finalist Talent Award                                             | En tournée avec la Miss America USO Troupe 1980 & invitée à Miss America 1981.                                                             |
| 1978  | Teresa Cheatham          | Wellington    | 20  | Miss Point Mallard                 | Chant sur And This Is My Beloved                                                        | 1re dauphine                      | Preliminary Swimsuit Award ; Preliminary Talent Award                 | En tournée avec la Miss America USO Troupe 1979. Invitée à Miss America 1979.                                                              |
| 1977  | Julie Houston            | Heflin        | 22  | Miss Oak Mountain                  | Banjo sur Beverly Hillbillies Theme                                                     |                                   |                                                                       | |
| 1976  | Denise Davis             | Russellville  | 18  |                                    | Chant                                                                                   |                                   |                                                                       | En tournée avec la Miss America USO Troupe                                                                                                 |
| 1975  | Susie Vaughn             | Florence      | 21  | Miss University of North Alabama   | Chant sur Vilja de The Merry Widow                                                      |                                   |                                                                       | |
| 1974  | Pam Long                 | Florence      | 20  | Miss Florence State University     | Ventriloquism                                                                           |                                   |                                                                       | Scénariste de la pièce d'opéra Guiding Light                                                                                               |
| 1973  | Jane Rice                | Huntsville    | 21  | Miss Jacksonville State University | Chant sur Tapestry & I Will Never Pass This Way Again                                   |                                   |                                                                       | |
| 1972  | Freita Fuller            | Opelika       | 19  |                                    | Hula & Tahitian Dance                                                                   |                                   |                                                                       | |
| 1971  | Ceil Jenkins             | Birmingham    | 21  |                                    | Vocal / Dance sue But Alive d'Applause                                                  |                                   |                                                                       | |
| 1970  | Suzanne Dennie           | Birmingham    | 20  |                                    | Chant sur Alfie                                                                         |                                   | Preliminary Talent Award                                              | |
| 1969  | Ann Fowler               | Birmingham    | 21  |                                    | Chant sur Matchmaker, Matchmaker de Un violon sur le toit                               |                                   |                                                                       | Ancienne Alabama's Junior Miss 1966 ; en tournée avec la troupe Miss America USO                                                           |
| 1968  | Dellynne Catching        | Birmingham    | 19  |                                    | Piano medley sur Doctor Gradus Ad Parnassum, America the Beautiful & This Is My Country | Demi-finaliste                    | Preliminary Swimsuit Award                                            | |
| 1967  | Becky Alford             | Birmingham    | 20  |                                    | Chant sur Ain't This a Pretty Night de Susannah                                         |                                   |                                                                       | |
| 1966  | Angie Grooms             | Birmingham    | 21  |                                    | Folk Singing & Guitar Today & If I Had a Hammer                                         | Demi-finaliste                    |                                                                       | En tournée avec la troupe Miss America USO                                                                                                 |
| 1965  | Linda Folsom             | New Brockton  | 20  |                                    | Chant classique sur Caro Nome de Rigoletto                                              | Demi-finaliste                    | Preliminary Talent Award                                              | |
| 1964  | Vickie Powers            | Mobile        | 19  |                                    | Chant classique sur Habanera                                                            | Demi-finaliste                    | Preliminary Talent Award                                              | Artiste à 1965 Miss America |
| 1963  | Judy Short               | Birmingham    |     |                                    | Marimba Horst Toccata                                                                   | Demi-finaliste                    | Preliminary Swimsuit Award ; Preliminary Talent Award                 | Ancienne Alabama's Junior Miss 1962 |
| 1962  | Patricia Bonner          | Camden        | 22  |                                    | Chant classique sur O Luce di Quest'Anima de Linda di Chamounix                         |                                   | Nonfinalist Talent Award                                              | |
| 1961  | Delores Hodgens          | Bessemer      | 23  |                                    | Piano classique sur Rhapsodie hongroise n° 12                                           | Demi-finaliste                    |                                                                       | |
| 1960  | Teresa Rinaldi           | Birmingham    | 20  |                                    | Chant sur Addio de La Bohème                                                            | Demi-finaliste                    | Preliminary Talent Award                                              | |
| 1959  | Betty Lindstrom          | Birmingham    | 19  |                                    | Lecture dramatique                                                                      |                                   | Nonfinalist Talent Award                                              | |
| 1958  | Lee Thornberry           | Birmingham    |     |                                    | Chant/danse sur Honey Bun de South Pacific                                              | Demi-finaliste                    | Preliminary Talent Award                                              | |
| 1957  | Anna Stange              | Birmingham    |     |                                    | Monologue                                                                               |                                   | Nonfinalist Talent Award                                              | |
| 1956  | Anne Stuart Ariail       | Birmingham    |     |                                    | Chant / Dance sur Ado Annie d'Oklahoma !                                                | 2e dauphine                       | Preliminary Talent Award                                              | |
| 1955  | Patricia Huddleston      | Clanton       |     |                                    | Chant sur Pace, Pace Mio Dio! de La forza del destino                                   | Demi-finaliste                    | Preliminary Talent Award                                              | |
| 1954  | Marilyn Tate             | Haleyville    |     |                                    | Ventriloquisme / piano classique                                                        | Demi-finaliste                    |                                                                       | |
| 1953  | Virginia McDavid         | Birmingham    |     |                                    | Monologue Tara de Autant en emporte le vent                                             | 3e dauphine                       |                                                                       | |
| 1952  | Gwen Harmon              | Birmingham    |     |                                    | Chant sur A Heart That's Free                                                           | 3e dauphine                       | Preliminary Swimsuit                                                  | |
| 1951  | Jeanne Moody             | Cherokee      |     |                                    | Dramatic Skit "Sorry Wrong Number"                                                      | Listée dans le Top 15             | Preliminary Talent Award                                              | |
| 1950  | Yolande Betbeze          | Mobile        | 21  |                                    | Chant sur Caro Nome de Rigoletto                                                        | Gagnante                          | Concours de maillots de bain                                          | |
| 1949  | Freida Roser             | Birmingham    |     |                                    | Classical Vocal                                                                         |                                   |                                                                       | |
| 1948  | Martha Ann Ingram        | Tarrant City  |     |                                    | Chat sur Quando men vo                                                                  | 2e dauphine                       |                                                                       | |
| 1948  | Marjorie Orr             | Birmingham    |     |                                    |                                                                                         |                                   |                                                                       | Concourt comme Miss Birmingham au concours Miss America.                                                                                   |
| 1947  | Peggy Elder              | Gadsden       |     |                                    | Vocal Embrassons-nous                                                                   | 3e dauphine                       | Preliminary Swimsuit                                                  | Couronnée Miss Dixie en 1947. |
| 1946  | Emma Dale Nunnally       | Gadsden       |     |                                    |                                                                                         |                                   | Preliminary Talent                                                    | |
| 1946  | Sue Delores Donegan      | Birmingham    |     |                                    |                                                                                         |                                   |                                                                       | Concourt comme Miss Birmingham au concours Miss America. Également à Maid of Cotton en 1948.                                               |
| 1945  | Frances Dorn             | Birmingham    |     |                                    | Tap Dance                                                                               | 2e dauphine                       | Preliminary Talent                                                    | Concourt comme Miss Birmingham au concours Miss America.                                                                                   |
| 1944  | Betty Jane Rase          | Birmingham    |     |                                    | Vocal medley sur My Hero de The Chocolate Soldier & Lover, Come Back to Me              | 4e dauphine                       |                                                                       | Concourt comme Miss Birmingham au concours Miss America.                                                                                   |
| 1943  | Toula Hagestratou        | Birmingham    |     |                                    |                                                                                         |                                   |                                                                       | Miss Congeniality, concourt comme Miss Birmingham au concours Miss America.                                                                |
| 1942  | Marie Duncan             | Birmingham    |     |                                    | Chant sur I Met Him On Monday                                                           | Demi-finaliste                    | Concours de maillots de bain                                          | Concourt comme Miss Birmingham au concours Miss America.                                                                                   |
| 1941  | Virginia McGraw          | Birmingham    |     |                                    | Tap Dance w/ Rope Jumping                                                               | Demi-finaliste                    | Concours de maillots de bain                                          | Concourt comme Miss Birmingham au concours Miss America.                                                                                   |
| 1940  | Evelyn Motlow            | Birmingham    |     |                                    | Vocal                                                                                   |                                   |                                                                       | Concourt comme Miss Birmingham au concours Miss America.                                                                                   |
| 1940  | Carolyn Louise Foreman   | Montgomery    |     |                                    |                                                                                         |                                   |                                                                       | Concourt comme Miss Montgomery au concours Miss America.                                                                                   |
| 1939  | Florine Holt             | Birmingham    |     |                                    | Chant sur Moonglow & A Little Bit of Heaven                                             | Demi-Finaliste                    |                                                                       | Concourt comme Miss Montgomery au concours Miss America.                                                                                   |
| 1939  | Lillian Louise Robertson | Montgomery    |     |                                    |                                                                                         |                                   |                                                                       | Concourt comme Miss Montgomery au concours Miss America.                                                                                   |
| 1938  | Mildred Oxford           | Birmingham    |     |                                    | Tap Dance / Toe Ballet                                                                  | Semi-Finalist                     |                                                                       | Concourt comme Miss Birmingham au concours Miss America.                                                                                   |
| 1938  | Patricia Ann McDaniels   | Montgomery    |     |                                    |                                                                                         |                                   |                                                                       | Concourt comme Miss Montgomery au concours Miss America.                                                                                   |
| 1937  | Almeda Ingram Starkey    | Montgomery    |     |                                    |                                                                                         |                                   |                                                                       | Concourt comme Miss Montgomery au concours Miss America.                                                                                   |
| 1936  | Tommy Marie Peck         |               |     |                                    |                                                                                         | Demi-finaliste                    |                                                                       | |
| 1936  | Gloria Levings           | Birmingham    |     |                                    | Tap Dance                                                                               | 4e dauphine                       | Preliminary Talent Award                                              | Concourt comme Miss Birmingham. |
| 1935  | Adelynn Owen             | Birmingham    |     |                                    |                                                                                         |                                   |                                                                       | Concourt comme Miss Birmingham au concours Miss America.                                                                                   |
| 1926  | No Miss Alabama          |               |     |                                    |                                                                                         |                                   |                                                                       | Vivian McDowell concourt comme Miss Mobile au concours Miss America.                                                                       |
| 1925  | No Miss Alabama          |               |     |                                    |                                                                                         |                                   |                                                                       | Nellie Kincaid concourt comme Miss Birmingham au concours Miss America.                                                                    |
| 1924  | No Miss Alabama          |               |     |                                    |                                                                                         |                                   |                                                                       | Mildred Adams concourt comme Miss Birmingham au concours Miss America.                                                                     |
| 1923  | No Miss Alabama          |               |     |                                    |                                                                                         |                                   |                                                                       | Louise Newman concourt comme Miss Birmingham au concours Miss America.                                                                     |
| 1922  | Pas de concours          |               |     |                                    |                                                                                         |                                   |                                                                       | Elise Sparrow concourt comme Miss Birmingham au concours Miss America.                                                                     |
| 1921  | Pas de concours          |               |     |                                    |                                                                                         |                                   |                                                                       | Lois Wilson est sélectionnée comme Miss Birmingham, mais ne concourt pas au concours Miss America.                                         |

* Accède au titre après la victoire de Miss Alabama à Miss America.